# Rufus (Heiliger)
Rufus (altgriechisch Ρούφος, lateinisch „Rufus“, d. h. „rot“ oder „rothaarig“) († Ende des 1. Jahrhunderts in Rom) war eine Gestalt des Neuen Testaments. In der katholischen Kirche ist er ein Heiliger.

## Leben
Laut den Berichten der Apostelgeschichte wie auch der Paulusbriefe begleitete er Paulus auf dessen Missionsreisen, im Römerbrief (Römer 16,13) übersendet der Apostel Paulus ihm und seiner Mutter Grüße. Möglicherweise ist er der Sohn des Simon von Cyrene (Markusevangelium 15, 21). Der Evangelist Markus macht in der Beschreibung des Kreuzwegs seine römische Leserschaft darauf aufmerksam, dass Simon zwei Söhne namens Alexander und Rufus hat. Rufus ist Patron von Rom.

## Gedenktage
- Gedenktag katholisch: 21. November
- Gedenktag orthodox: 4. Januar, 8. April